# Tadschalei
Koordinaten: 9° 40′ N, 28° 36′ O
Tadschalei ist ein sudanesisches Dorf. Es befindet sich etwa 20 Kilometer nordöstlich der Distrikthauptstadt Abeyi im Distrikt Abyei. Im März 2011 kam es dort zu  Kämpfen. Sie sind eine direkte Reaktion und Folge des Unabhängigkeitsreferendums im Südsudan.
Bei einem Angriff von Misseriye-Viehhirten und der regulären Armee des Sudan auf Ngok-Dinka sollen 300 Häuser in Brand gesetzt worden sein. Die Misseriye rechnen sich dem Norden, die Dinka dem Südsudan zu.